# Albín Bok
Albín Bok (2. února 1916 Březník – 7. června 1988 Františkovy Lázně) byl český úředník a voják.

## Biografie
Albín Bok se narodil v roce 1916 v Březníku, studoval měšťanskou školu v Náměšti nad Oslavou a v mezi lety 1930 a 1932 Obchodní a živnostenskou školu v Brně, následně se vrátil do Březníka. Nastoupil na pozici úředníka do Živnostenské záložny v Náměšti nad Oslavou a roku 1936 dobrovolně nastoupil na základní vojenskou službu, tu vykonal v nedalekém Brně. V roce 1939 přes Jugoslávii a Střední východ odešel do Francie, kde nastoupil do československé armády. Bojoval proti Němcům ve Francii a následně, poté, co Francie kapitulovala odešel s dalšími vojáky do Velké Británie, kde opět působil v armádě, bojoval mimo jiné u Dunkerque. Do Československa se vrátil v květnu roku 1945.
Roku 1946 odešel z armády a nastoupil na pozici úředníka, kde pracoval až do roku 1951. Následně byl propuštěn a až do ochodu do důchodu v roce 1986 pracoval jako pomocný dělník ve firmě Agrozet v brněnské Líšni. 
Obdržel Československý válečný kříž 1939. Roku 1978 byl rehabilitován a povýšen na podplukovníka.